# البوزانيون
البوزانيون: (بالإنجليزية: Buzhans)، (بالروسية: Бужане)، (بالأوكرانية: Бужани)، (بالبولندية: Bużanie)، واحدة من الاتحادات القبلية في سلاف قديماً، والتي تشكلت تحت اسم سلاف الشرقية في جنوب روسيا وإقليم فولغا، وتم ذكرها في حكاية السنوات الغابرة التي تتضمن الفترة الزمنية الأولية في روسيا وعلى الأرجح أن يكون العرق الروسي في جنوب البلاد خاصةً حول نهري الفولغا والدون من البوزانيه، بالإضافة إلى غيرهم ليسوا من السلاف، وترتبط محليات في روسيا بالبوزانيه، على سبيل المثال: بوزان سريدني في أورينبرغ أوبلاست ونهر البوزان في أستراخان أوبلاست.
وتقول بعض النظريات إنّ اسمهم يرتبط بغرب بوك في أوكرانيا، حيث اختاروا الاستقرار هناك، ووفقاً لجغرافي بافاري، توسعت البوزانيه على 230 مدينة (تحصينات)، ويعتقد بعض المؤرخون أن البوزانيون والفولهانيون قد اُطلق عليهم اسم الدوليبيون.